# Nikolaï Petrovitch Andreev (folkloriste)
Pour les articles homonymes, voir Andreev.
Nikolaï Petrovitch Andreev (ou Andreïev) (en russe : Николай Петрович Андреев), né à Kazan le 11 (23) novembre 1892, mort à Leningrad le 15 janvier 1942, est un folkloriste et historien russe et soviétique de la littérature.

## Biographie
En 1910, il est arrêté à Kazan pour avoir participé à une alliance socialiste des étudiants de Kazan, ce qui l'empêchera longtemps (jusqu'en 1914) de passer ses examens au lycée de cette ville.
Il entre alors à l'université de Kazan, au Département linguistique de la Faculté de philologie historique. Deux travaux universitaires, Tentative de recherche en phonétique expérimentale (1916) et Le cycle des légendes autour du brigand-pécheur (1918) lui valent chacun une médaille d'or.
À partir de 1922 et pendant vingt ans, il occupe la chaire de Littérature russe à la faculté de philologie de l'Institut pédagogique national Herzen à Leningrad, dont il diriger le département de Littérature. Vers la fin des années 1920, il est membre de la Commission du Conte au sein du Département ethnographique de la Société russe de géographie. À la fin des années 1930, il est admis à l'Union des écrivains soviétiques et devient membre de la section Folklore de la branche de Leningrad.
Il a effectué des recherches sur les contes, légendes et ballades traditionnels russes et ukrainiens, et publié en 1929 un Index des sujets de contes selon le système d'Aarne » qui a fait autorité en URSS et à l'étranger pour l'étude des contes slaves. Il publie aussi des études dans la célèbre série Folklore Fellows’ Communications de Helsinki. Par la suite toutefois, il critiquera vigoureusement les concepts de l'« école finlandaise ».
Il a participé à la première tentative sérieuse d'étude du folklore dans son pays, fondée sur la doctrine de l'évolution des structures socio-économiques (Le Folklore et son histoire, 1936). Il a publié dans les revues Украинский фольклор (« Le Folklore ukrainien ») et Народное творчесто (« L'Art populaire ») des études sur la théorie de l'art populaire dans le contexte soviétique.
Comme nombre de compatriotes célèbres, il meurt pendant le Siège de Leningrad, en 1942.

## L'Index d'Andreev en contexte
Différentes tentatives de classification des contes populaires ont vu le jour en Russie et en URSS. Dès 1896, le professeur P. Vladimirov, à Kiev, proposait une liste de 41 types, basés tantôt sur des motifs, tantôt sur des personnages, mais sans prétendre vouloir fournir un outil systématique. De 1911 à 1914, A.M. Smirnov publie un Index systématique des thèmes et des variantes des contes populaires (slaves orientaux), qui prend en compte l'Index d'Aarne (1910) avec lequel il présente de fortes similitudes, et même s'il avait été commencé avant la publication de ce dernier. En 1924, R. Volkov, professeur à Odessa, publie une étude sur les contes populaires slaves orientaux, basée sur l'analyse morphologique, trois ans avant la parution de l'ouvrage de Vladimir Propp, Morphologie du conte.
En 1924, le gouvernement soviétique proclame que la collecte des textes de folklore, jusque-là tenue en suspicion, est une priorité idéologique : la Commission du Conte, qui avait été suspendue, est rétablie. Le système de classification d'Aarne est apprécié par les chercheurs soviétiques, car pratique et international, selon Andreev lui-même. Dès 1922, August von Löwis of Menar avait publié à Berlin une édition des Contes d'Afanassiev assortie d'un Index selon le système d'Aarne, de plus en plus utilisé. Andreev, qui est membre de la Commission du Conte, se voit confier la tâche de traduire et d'adapter l'Index d'Aarne au corpus russe. Il a le temps de prendre connaissance de sa version révisée par Stith Thompson (en 1928) avant de publier son propre Index en 1929.
Andreev s'attache essentiellement, d'une part à reformuler les intitulés et les résumés selon lui peu clairs et trop axés sur les Contes de Grimm (ainsi le conte-type AT 530 « The Princess on the Glass Moutain » devient « Sivko-Bourko », du nom d'un célèbre conte russe), et d'autre part à inclure dans la classification des contes-types non pris en compte par Aarne (plus de 100 contes-types ajoutés). Ses travaux ne prennent en compte que les contes russes proprement dits, et non par exemple les contes ukrainiens qu'il connaissait bien pourtant, mais pour lesquels il avait préparé un index spécifique, resté inédit (la séparation n'étant toutefois pas toujours évidente). Il ne prend pas non plus en compte les contes étiologiques. L'Index d'Andreev une fois paru sera utilisé systématiquement pendant un demi-siècle, et ce malgré les travaux concurrents de Propp, dont la valeur est reconnue mais qui n'ont pas débouché sur un outil réellement utilisable.
En 1979 paraît un autre Index comparatif, à visée plus large, dû aux travaux de Barag, Berezovsky, Kabasnikov et Novikov et qui inclut une refonte de la numérotation d'Andreev. Cependant cet index s'avère très peu pratique à l'usage pour l'indexation des contes, notamment du fait de l'absence d'un index par mots-clés. De nos jours, les chercheurs s'orientent vers des outils informatisés, tel le système Mediator (ou Skazka), qui tentent de réconcilier l'approche par conte-type et l'approche morphologique ; toutefois, ces outils ne semblent pas encore pleinement opérationnels.

## Œuvres publiées
(liste non exhaustive)
- (ru) Исчезающая литература (Une littérature qui disparaît), 1921 (consacré au loubok)
- (ru) К характеристике украинского сказочного материала (Vers une caractérisation du conte traditionnel ukrainien), 1934
- (ru) Фольклор и литература (Folklore et littérature), 1936
- (ru) Фольклор в поэзии Некрасова (Folklore et poésie de Nekrassov), 1936
- (ru) Русский фольклор (Le folklore russe), morceaux choisis, 1936, 1938
- (ru) Произведения Пушкина в фольклоре (Les œuvres de Pouchkine dans le folklore), 1937
- (ru) Былины (Bylines), anthologie, 1938